# Бихел (Ајфел)
Бихел (њем. Büchel) општина је у њемачкој савезној држави Рајна-Палатинат. Једно је од 92 општинска средишта округа Кохем-Цел. Према процјени из 2010. у општини је живјело 1.147 становника. Посједује регионалну шифру (AGS) 7135018.

## Географски и демографски подаци
Бихел се налази у савезној држави Рајна-Палатинат у округу Кохем-Цел. Општина се налази на надморској висини од 450 метара. Површина општине износи 12,8 km². У самом мјесту је, према процјени из 2010. године, живјело 1.147 становника. Просјечна густина становништва износи 89 становника/km².